# Shōmyō (wodospad)
Shōmyō (jap. 称名滝 Shōmyō-daki; Shōmyō-no-taki) – najwyższy wodospad w Japonii, o wysokości 350 m, położony w prefekturze Toyama. Jest na liście Stu wodospadów Japonii. Największy przepływ występuje wczesnym latem, kiedy topi się pokrywa śnieżna na górze Tate (wys. 3015 m).
Mimo iż Shōmyō znacznie ustępuje wysokością sąsiedniemu wodospadowi Hannoki (497 m), to jest on uważany za najwyższy, ponieważ jego wody płyną przez cały rok, podczas gdy wody Hannoki płyną tylko w okresie od kwietnia do lipca, kiedy topi się śnieg na płaskowyżu Mida-ga-hara.